# 科羅拉多猛獁
科羅拉多猛獁是位於美國科羅拉多州丹佛的國家袋棍球聯盟隊伍。從2003年NLL賽季，球隊就以 波爾體育館為主場參賽。球隊的擁有者為斯坦·克倫克，他同時擁有科羅拉多雪崩、丹佛金塊和美國職業足球大聯盟的科羅拉多急流。
2004年和2006年至2008年，猛獁隊在上座率領跑聯盟。2006年是NLL20年曆史中首個單賽季觀眾人數超過100萬的年份。猛獁有幸接待了百萬粉絲。2008年，猛獁隊的場均上座率高於百事中心的其他球隊，如科羅拉多雪崩(NHL)和丹佛金塊(NBA)。

## 外部連結
- 官方網站 （页面存档备份，存于）
- 科羅拉多猛獁新聞 （页面存档备份，存于）